# Mamsell
Mamsell (av franska mademoiselle) var under 1700- och 1800-tal en svensk titel för ogifta, ofrälse flickor och kvinnor, främst inom borgarståndet och prästeståndet. Ordet ersattes efter 1800-talets mitt av fröken, som tidigare varit en titel endast använd för ogifta adelsdamer.

## Historia
Den tidigare titeln för ogifta kvinnor i Sverige var "jungfru". Tidigare hade även titeln "fru" varit reserverad för adliga kvinnor, men denna började användas även för personer utanför adeln betydligt tidigare än fröken. Fram till 1719, då den svenska hovstaten reformerades, kallades ogifta adelsdamer för hovjungfrur i stället för hovfröknar. År 1733 tycks alla adliga ogifta kvinnor kallas fröknar, och de borgerliga ogifta kvinnorna kallas mamsell. 
Trenden kan följas även inom den svenska teatern. Inom den svenska teatervärlden kallades ogifta skådespelerskor för "jungfru" år 1737, medan gifta skådespelerskor kallades för "Madam". Detta förhållande kvarstod ännu år 1765. År 1773 däremot benämndes ogifta skådespelerskor som M:lle (Mamsell) och gifta som "Fru". Frökenreformen genomfördes efter ståndsriksdagens avskaffande 1866. Reformen togs upp i en nyårsrevy på Dramaten i Stockholm 1867, där revyn Mellan 11 och 12 av Hedberg avslutades med kupletten:
Bort med mamseller, de gamla spöken!
Nu varje flicka får heta fröken,
om hon ej föredrar att bli fru
år 1867.
På Dramatens affischer genomfördes dock inte reformen förrän efter direktör Edholms avgång hösten 1881.